# Rezistență fără lider
Rezistența fără lider sau celula fantomă reprezintă o strategie aplicată de mișcările de rezistență prin care grupuri mici și independente (i.e. celule clandestine⁠(d)) sau indivizi (i.e. lup singuratic) contestă o instituție consacrată precum o lege, un sistem economic, ordinea socială sau guvernul. Rezistența fără lider cuprinde tactici de la proteste nonviolente și nesupunere civică până la vandalism, terorism și alte activități violente.
În celulele fantomă nu există ierarhii - adică nu au lider - și nu au legături cu alte grupuri similare, însă sunt legate prin scopul comun specific mișcării sociale la care aderă ideologic.
Rezistența fără lider a fost aplicată de o suită largă de mișcări precum cele care militează pentru eliberarea animalelor, mișcări ecologice radicale⁠(d), antiavort⁠(d), mișcări de rezistență, organizații anarhiste, anticolonialiste, teroriste și grupuri care incită la ură.
Modul nonierarhic și descentralizat de organizare este simplu și dificil de eliminat. Totuși, în absența unei ierarhii oficiale și a unui program de recrutare oficial, o celulă fantomă devine vulnerabilă prin faptul că oricine poate să susțină că este membru și în cazul unor operațiuni de tipul „steag fals”.

## Trăsături generale
O celulă clandestină poate fi un lup singuratic sau un grup mic. Caracteristica principală a structurii este că nu există o comunicare explicită între celulele care acționează în baza unei ideologii identice și au obiective comune. Membrii unei celule fie au informații infime, fie nu au deloc informații despre cei care luptă în numele aceleiași cauze.
Mișcările fără lider pot avea un lider simbolic. Acesta poate fi un personaj public sau un pseudonim care alege stabilește obiective și alege ținte, însă nu gestionează sau pune în aplicare planuri. În acest caz, mass-media deseori creează un feedback pozitiv prin publicarea declarațiilor unui reprezentant-model al mișcării, fapt care insuflă idei și motive simpatizanților care pot deveni la rândul său potențial agitatori. Deși acest lucru seamănă vag cu o structură ierarhică, relația este unidirecțională: liderul susține anumite lucruri, iar activiștii pot să acționeze, însă nu există un contact oficial între cele două niveluri ale organizației.
Prin urmare, celulele clandestine sunt dificil de infiltrat sau trădat. Din moment ce nu există nici un centru care să poată fi eliminat, nici legături între celulele care ar putea fi infiltrate, este mai dificil pentru autorități să oprească dezvoltarea unei mișcări clandestine decât cea a mișcărilor cu ierarhii convenționale
Luând în considerare caracterul asimetric al acestei tactici și faptul că este cu precădere adoptată în perioade caracterizate de un dezechilibru de putere, rezistența fără lider are multe elemente comune cu războiul de gherilă. Totuși, strategia din urmă nu este complet dezorganizată, iar conducerea este bidirecțională, fapt care o separă de activitățile individuale ale celulelor clandestine. În unele cazuri, o mișcare fără lider se poate transforma într-o insurgență sau mișcare de gherilă; un astfel de exemplu este reprezentat de cazul partizanilor iugoslavi din al Doilea Război Mondial.
Rezistența fără lider implică adesea tactici violente, însă nu se limitează la acestea. Grupurile nonviolente pot utiliza aceeași structură pentru a redacta, imprima și distribui literatură samizdat; a crea boicoturi împotriva inamicilor politici prin intermediul internetului; a susține o monedă digitală alternativă care să nu poată fi impozitată de guvern și înregistrată de bănci.

## Istoric
Conceptul de „rezistență fără lider” a fost dezvoltat de colonelul Ulius Louis Amoss, fost ofițer al United States Intelligence Community⁠(d), la începutul anilor 1960. Un anticomunist convins, Amoss a considerat rezistență fără lider drept o modalitate de a preveni pătrunderea și distrugerea celulelor de rezistență sprijinite de CIA în Europa de Est aflate sub control sovietic.
Conceptul a fost preluat și popularizat de membrul Ku Klux Klan Louis Beam într-un eseu publicat în 1983 și 1992. Beam a susținut rezistența fără lider drept o strategie prin care naționaliștii albi pot continua să lupte împotriva guvernului Statelor Unite în ciuda dezechilibrului de putere și a resurselor limitate.
Beam a susținut că organizațiilor piramidale devin extrem de periculoase pentru membrii lor când sunt implicate în conflicte cu guvernul deoarece lanțul de comandă⁠(d) poate fi dezvăluit cu ușurință. O abordare mai puțin periculoasă ar fi asocierea cu indivizi cu convingeri similare și formarea unor celule independente cu comunicare minimă între ele, dar care să aibă aceleași scopuri.

## Grupuri după cauză

#### Mișcări de eliberare a animalelor
Primul caz în care o mișcării de eliberarea a animalelor a adoptat strategia de rezistență fără lider este „Band of Mercy⁠(d)” în 1824 cu scopul de a împiedica vânătoarea de vulpi. Influențat de acest grup și de cazul unei căprioare gestante capture și ucise de vânători, John Prestige a decis să înființeze organizația Hunt Saboteurs Association⁠(d) în 1964 care să se opună activ acestui sport. Un an mai târziu, grupuri clandestine sabotoare au apărut în Marea Britanie.
O nouă Band of Mercy fost înființată în 1972. A utilizat acțiunea directă pentru a elibera animale și a-i sabota economic pe cei care abuzau animale. Ronnie Lee și alți membri ai mișcării au schimbat numele în Frontul de Eliberarea a Animalelor (ALF) în 1976 și au adoptat un model de rezistență fără lider care se axa cu precădere pe eliberarea animalelor.
Earth First!⁠(d) și mișcarea ecologistă⁠(d) din anii 1980 au adoptat strategia de rezistență fără lider. O mișcare de eliberare a animalelor cunoscută pentru apelul la violență a apărut în 1982 sub numele de Animal Rights Militia⁠(d) (ARM). Scrisori cu bombă⁠(d) au fost trimise prim-ministrului Regatului Unit de atunci, Margaret Thatcher. Doi ani mai târziu au început să utilizeze și denumirea de Hunt Retribution Squad (HRS).
Frontul de Eliberare a Pământului⁠(d) (ELF) a fost înființat în 1992, separându-se de organizația Earth First! când organizația a decis să înlocuiască sabotajul ecologic⁠(d) cu acțiuni directe publice. Un grup intitulat Departamentul de Justiție⁠(d) a fost fondat în 1993, iar în 1994 au trimis lame de ras unor vânători precum prințul Charles și celor care experimentau pe animale⁠(d).
În 1999, strategia de rezistență fără lider a fost adoptată de organizațiile de eliberare a animalelor precum Stop Huntingdon Animal Cruelty⁠(d) (SHAC) și Save the Hill Grove Cats cu scopul de a închide Huntingdon Life Sciences⁠(d) (HLS). În ciuda revendicărilor de succes, mișcările de eliberare a animalelor și cele ecologice nu au obținut un sprijin popular imens. Brigada Revoluționară pentru Eliberarea Animalelor⁠(d) (RCALB) a apărut în 2003 și a devenit cunoscută după ce a trimis bombe artizanale către Chiron Corporation⁠(d) și a folosit dispozitive incendiare⁠(d) împotriva altor ținte. Un an mai târziu pe coasta de sud a Dorsetului, Frontul pentru Eliberarea Homarului (LLF) a fost înființat.
La câțiva ani de la activitățile organizației SHAC, au apărut alte campanii împotriva cercetătorilor care experimentează pe animale. Organizația SPEAK și militanții mai radicali ai ALF, Oxford Arson Squad, și-au inițiat campaniile către urmăreau același scop: să pună capăt cercetărilor pe animale derulate în cadrul Universității Oxford.

#### Islamismul radical
Rezistența fără lider este compatibilă cu obiectivele organizațiilor teroriste. De exemplu, organizația islamistă Al-Qaeda folosește o structură de tip celulă clandestină. Aceasta poate fi piramidală, dar simpatizanții care acționează conform declarațiilor sale o fac adesea în mod spontan și independent.
Dat fiind caracterul clandestin al celulelor teroriste, este ușor să presupunem că acestea constituie un model de rezistență fără lider. Unde există o comunicare bidirecțională cu o conducere externă nu putem utiliza însă această etichetă. Atentatele din 7 iulie 2005 de la Londra au fost comise de o celulă clandestină a cărei membri simpatizau cu valorile fundamentalismului islamic⁠(d), dar care au acționat fără sprijin exterior. Acest caz este diferit de cel al teroriștilor implicați în atacurile din 11 septembrie care ar fi fost instruiți, ghidați și finanțați de Al-Qaeda și nu reprezintă o celulă fantomă.

#### Neonazism și naționalism alb
Conceptul de rezistență fără lider este asumat de extrema dreaptă din Statele Unite pe motiv că există ingerințe ale guvernul federal în viața privată în detrimentul drepturilor individuale.Conform cercetărilor lui Simson Garfinkel, extrema dreaptă utilizează rareori această tactică. Timothy McVeigh este un exemplu de lup singuratic în Statele Unite. McVeigh a lucrat într-o celulă mică motivată d convingeri antiguvernamentale răspândite în mișcările de extremă dreapta.
Rezistența fără lider a fost susținută de grupuri asociate supremației albe precum White Aryan Resistance⁠(d) (WAR) și gruparea neonazistă britanică a fost susținută de grupuri supremațiste albe, cum ar fi Rezistența Ariană Albă (RĂZBOI) și Combat 18⁠(d) (C18). Versiunea moderă a Ku Klux Klan este de asemenea consideră printre organizațiile care au militat pentru rezistența fără lider. Troy Southgate⁠(d) a susținut forme de rezistență fără lider în perioada în care a militat pentru cauzele național-anarhismului. Neonazistul James Mason, fost membru al Partidului Nazist American, a susținut ideea de „rezistență fără lider” în lucrarea sa SIEGE, o colecție de scrieri unde Mason militează pentru violență împotriva inamicilor politici, evreilor și persoanelor de culoare care împreuna dau naștere entității statale controlate de evrei și denumite „The System” (Sistemul). Convingerile sale au fost asumate de organizație teroristă Atomwaffen Division (AWD).
Stormfront⁠(d), Aryan Nations și Hammerskin Nation (HSN) promovează tactica lui Beam de „rezistență fără lider”. Deși deplâng faptele violente, site-urile și grupurile asociate extremei drepte laudă persoanele care „pun în aplicare ce predică și își susțin vorbele cu fapte”. De exemplu, după seria de crime comise de Benjamin Nathaniel Smith⁠(d) din 1998, Biserica Mondială a Creatorului (WCOTC) - unde Smith era membru - a dat o declarație ciudată, numindu-l pe acesta „un om altruist care și-a dat viața luptând împotriva tiraniei evreiești/noroiului”, dar menționând în același timp că „Biserica nu susțineapelul la violență”.
În epoca contemporană, rezistența fără lider sau terorismul de tip lup singuratic se manifestă sub forma a numeroase atacuri teroriste comise de adepți ai extremismului de dreapta. Acestea includ:
- Atentatul terorist de la Centrul Comunitar Evreiesc din Los Angeles comis de membrul Aryan Nations Buford O. Furrow în 1999.
- Asasinarea în 1999 a cuplului gay Gary Matson și Winfield Mowder, respectiv incendierea a trei sinagogi și a Centrului Medical Country Club din Sacramento, California către frații Benjamin Matthew Williams și James Tyler Williams.
- Atentatul  terorist de la biserica Unitariană Universalistă din Knoxville, Tennessee în 2008 de Jim David Adkisson.
- Atacul de la Muzeul Holocaustului din Washington DC în 2009 de către negaționistul James Von Brunn.
- Atacurile din Norvegia din 2011 în Regjeringskvartalet (cartierul guvernamental) și pe insula Utoya din Oslo, Norvegia de către Anders Behring Breivik .
- Atacul de la Templul Sikh⁠(d) din 2012 în Oak Creek, Wisconsin⁠(d), de către membrul Hammerskins Wade Michael Page.
- Atacul de la Centrul Comunitar Evreiesc Overland Park⁠(d) din 2014 din Overland Park, Kansas⁠(d) de către fostul lider al Ku Klux Klan Frazier Glenn Miller⁠(d).
- Atacul de la biserica din Charleston din 2005⁠(d) din Charleston, Carolina de Sud de către Dylann Roof⁠(d).
- Atacul de la teatrul Lafayette⁠(d) în cinematograful Grand 16 din Lafayette, Louisiana de John Russell Houser.
- Uciderea politicianului laburist Jo Cox⁠(d) pe strada Market din Birstall, West Yorkshire, Regatul Unit de către susținătorul neonazistul Thomas Mair.
- Atacul de la moscheea din Quebec City⁠(d) în 2017 din cadrul Centrului Cultural Islamic din Quebec City⁠(d) în Quebec City, Canada de către  Alexandre Bissonnette.
- Atacul de la sinagoga din Pittsburgh⁠(d) din 2018 de către Robert Bowers.
- Atacurile teroriste din Christchurch din 2019 la Moscheea Al Noor⁠(d) și Centrul Islamic Linwood⁠(d) din Christchurch, Noua Zeelandă, de australianul Brenton Harrison Tarrant .
- Incendierea moscheii Escondido⁠(d) și atacul de la sinagoga Poway⁠(d) în 2019 comise de John T. Earnest care a fost influențat de Brenton Harrison Tarrant și Robert Bowers.
- Atacul din El Paso Walmart din 2019 într-un magazin Walmart din El Paso, Texas de Patrick Crusius .